# Syndicat national de l'éducation physique
 (décembre 2021).
 (juillet 2018).
Le syndicat national de l'éducation physique (SNEP) est un syndicat français regroupant les enseignants d'éducation physique et sportive du second degré, affilié à la Fédération syndicale unitaire (FSU). Il représente 83 % des enseignants d'EPS (élections de 2018).

## Historique
Le SNEP voit le jour en décembre 1944, au sein de la Fédération de l'Éducation nationale (FEN). Il est issu de plusieurs amicales, dont la plus ancienne est l'Union des professeurs de gymnastique de France, créée en 1884. Ces amicales se sont transformées en 1926 en Syndicat National des Professeurs d'éducation physique de l'Enseignement Public. Son action a eu pour toile de fond la promotion et la sauvegarde de l'EPS en tant que discipline scolaire et son intégration dans l'Éducation nationale (effective à partir de 1981). Pendant longtemps, le SNEP se confronte au sein de la FEN au SNEEPS, syndicat des moniteurs d'EPS, moins qualifiés. En 1993, exclus de la FEN par la majorité Unité, Indépendance et Démocratie, le SNEP et le SNES participent à la création de la FSU.

## Positionnement
C'est la tendance unité et action (historiquement proche des communistes) qui dirige le SNEP, à l'instar de la majorité de la FSU.
Outre une défense corporatiste classique (carrière, salaires, etc.), le SNEP promeut l'éducation par le sport et la valeur culturelle des activités physiques. Il défend également le sport scolaire. Dans ce but, il a créé un cercle de réflexion et d'intervention sur les débats pédagogiques, le Centre EPS et Société, dont la revue, ContrePied, est envoyée à tous les syndiqués.